# Pàpies de Hieràpolis
Pàpies (en llatí Papias, en grec Παπίας) va ser un escriptor cristià nascut als voltants de l'any 70 i mort el 155. L'esmenta Ireneu de Lió que al seu torn és mencionat per Jeroni d'Estridó com a deixeble de Pàpies. Ireneu el descriu com un home vell. Jeroni descriu a Pàpies com a deixeble de l'evangelista Joan, probablement Joan el Vell un eminent cristià d'Efes al que s'atribuí el llibre de la Revelació encara que de la informació sembla referir-se més aviat a l'apòstol Joan.
En aquest temps Policarp era bisbe d'Efes. Pàpies fou nomenat bisbe de Hieràpolis a Frígia on es va relacionar amb les filles de l'apòstol Felip, que havia viscut en aquesta ciutat però ja havia mort. Jeroni d'Estridó el considerava una persona de poc coneixement.
Pàpies encara vivia quan Ireneu va escriure el llibre Adversus haereses. La crònica d'Alexandria o Crònica Pasqual diu que Pàpies va patir martiri a Pèrgam amb altres persones el 163, el mateix any que Policarp va patir martiri a Esmirna. Aquestes dates farien impossible cronològicament la seva coincidència en el temps amb cap dels apòstols.
És considerat sant i la seva memòria es commemora el 22 de febrer.
Eusebi, a la Història de l'Església diu que era mil·lenarista, i defensava que hi hauria durant mil anys, després de la resurrecció dels morts, un regne de Crist establert a la terra. Per això el mil·lenaristes s'anomenaven de vegades papianistes Παπιανισταί

## Obra
Va escriure una obra en cinc llibres anomenada Αογίων γίων κυριακω̂ν ἐξηγήσεως βιβλία ε, Explanationum Sermonum Domini Libri V. Només se'n conserven alguns fragments.
Entre els fragments que Eusebi ens ha transmès de l'obra de Pàpies es troben dues observacions sobre els dos primers evangelis. Pel que fa a l'Evangeli segons Marc, Pàpies ens diu:
| «                                             | L'ancià deia també el següent: Marc, que fou l'intèrpret de Pere, posà puntualment per escrit, malgrat sense ordre, quantes coses recordà referents a les dites i fets del Senyor. Perquè ni havia sentit al Senyor, ni l'havia seguit, sinó que més tard, com vaig dir, seguí a Pere, qui donava les seves instruccions segons les seves necessitats, però no com qui compon una ordenació de les sentencies del Senyor. Per sort que en res faltà Marc, posant per escrit algunes de aquelles coses, tal com les recordava. Perquè en una sola cosa posà cura: en no ometre res del que havia sentit i en no mentir absolutament en res | » |
| — (Eusebi, Història de l'Església. III,39,15) | |   |

Referent a l'evangeli de Mateu, Eusebi cita unes paraules de Pàpies:
«Mateu ordenà en llengua hebrea les dites del Senyor i cada un les interpretà [traduí] conforme a la seva capacitat».
Aquesta afirmació prova que en temps de Pàpies l'obra original de Mateu ja havia conegut algunes traduccions, entre elles, se suposa, la grega.